# Blumenbachia
Blumenbachia (Blumenbachia) – rodzaj roślin z rodziny ożwiowatych. Obejmuje 12 gatunków. Zasięg rodzaju obejmuje południową część Ameryki Południowej – Argentynę, Urugwaj, Paragwaj, południową Brazylię i środkowe i północne Chile.
Niektóre gatunki bywają uprawiane, np. blumenbachia Hieronima B. hieronymi.

## Morfologia
PokrójRośliny jednoroczne i byliny o pędach płożących i podnoszących się, pokrytych włoskami parzącymi. System korzeniowy wiązkowy, rzadziej korzeń pierwotny rozwija się w bulwę korzeniową lub korzeń palowy.
LiścieNaprzeciwległe, o blaszkach podzielonych, czasem podwójnie, w ogólnym zarysie jajowatych.
KwiatyZebrane w wiechowate kwiatostany wierzchotowe, rzadziej rozwijające się pojedynczo. Każdy kwiat wsparty jest dwoma podkwiatkami. Kwiaty są obupłciowe, zapylane przez owady. Kielich i korona są 5-krotne. Płatki korony są białe, łuski miodnikowe z trzema długimi, nitkowatymi przydatkami w kolorze białym, czerwonym lub żółtym.
OwoceTorebki kuliste lub walcowate, skręcone w kierunku przeciwnym do ruchu wskazówek zegara, z licznymi nasionami. Nasiona kanciaste, z nieregularnie wykształconymi skrzydełkami lub jajowate.

## Systematyka
Rodzaj z rodziny ożwiowatych (Loasaceae). W obrębie rodziny zaliczany do podrodziny Loasoideae i plemienia Loaseae.
Wykaz gatunków
- Blumenbachia acaulis Phil.
- Blumenbachia amana T.Henning & Weigend
- Blumenbachia catharinensis Urb. & Gilg
- Blumenbachia dissecta (Hook. & Arn.) Weigend & Grau
- Blumenbachia eichleri Urb.
- Blumenbachia exalata Weigend
- Blumenbachia hieronymi Urb. – blumenbachia Hieronima[6][7]
- Blumenbachia insignis Schrad.
- Blumenbachia latifolia Cambess.
- Blumenbachia prietea Gay
- Blumenbachia scabra (Miers) Urb.
- Blumenbachia sylvestris Poepp.